# Giro d'Itàlia de 1965
El Giro d'Itàlia de 1965 fou la 48a edició del Giro d'Itàlia i es disputà entre el 15 de maig i el 6 de juny de 1965, amb un recorregut de 4.051 km distribuïts en 22 etapes, una d'elles contrarellotge individual. 100 ciclistes hi van prendre part, acabant-lo 81 d'ells. La sortida fou a San Marino i l'arribada a Florència.

## Història
Vittorio Adorni va liderar la classificació general d'aquest Giro d'Itàlia amb molta diferència respecte als immediats perseguidors. En la sisena etapa aconseguí el mallot rosa, que perdé dos dies després, però que recuperà en la 13a etapa, la contrarellotge individual, per no deixar-lo fins al final. En la 19a etapa, l'etapa reina d'aquesta edició, amb quatre ports de muntanya per sobre dels 2000 metres, tornà a exhibir-se, guanyant en solitari i distanciant la resta de corredors en més de tres minuts i mig. Italo Zilioli repetí la segona posició de l'edició anterior, i en tercera posició acabà un jove Felice Gimondi, que aquell mateix any s'adjudicaria el Tour de França. Franco Bitossi fou el vencedor de la classificació de la muntanya per segon any consecutiu.

## Equips participants
En aquesta edició del Giro hi van prendre part 10 equips formats per 10 ciclistes cadascun, per formar un pilot amb 100 corredors.
| Núm.  | Codi | Equip   |
| ----- | ---- | ------- |
| 1-10  | SAN  | Sanson  |
| 11-20 | BIA  | Bianchi |
| 21-30 | FIL  | Filotex |
| 31-40 | ROM  | Romeo   |
| 41-50 | IGN  | Ignis   |

| Núm.   | Codi | Equip      |
| ------ | ---- | ---------- |
| 51-60  | LEG  | Legnano    |
| 61-70  | MAI  | Maino      |
| 71-80  | MOL  | Molteni    |
| 81-90  | SAL  | Salvarani  |
| 91-100 | VIT  | Vittadello |

## Etapes
| Etapa | Data       | Recorregut                     | Km  | Vencedor d'etapa          | Líder de la general    |
| ----- | ---------- | ------------------------------ | --- | ------------------------- | ---------------------- |
| 1ª    | 15 de maig | San Marino (SMR) - Perusa      | 198 | Michele Dancelli (ITA)    | Michele Dancelli (ITA) |
| 2ª    | 16 de maig | Perusa - L'Aquila              | 180 | Guido Carlesi (ITA)       | Carlo Chiappano (ITA)  |
| 3ª    | 17 de maig | L'Aquila - Rocca di Cambio     | 199 | Luciano Galbo (ITA)       | Luciano Galbo (ITA)    |
| 4ª    | 18 de maig | Rocca di Cambio - Benevento    | 239 | Adriano Durante (ITA)     | Albano Negro (ITA)     |
| 5ª    | 19 de maig | Benevento - Avellino           | 175 | Michele Dancelli (ITA)    | Albano Negro (ITA)     |
| 6ª    | 20 de maig | Avellino - Potenza             | 161 | Vittorio Adorni (ITA)     | Vittorio Adorni (ITA)  |
| 7ª    | 21 de maig | Potenza - Maratea              | 164 | Luciano Armani (ITA)      | Vittorio Adorni (ITA)  |
| 8ª    | 22 de maig | Maratea - Catanzaro            | 103 | Frans Brands (BEL)        | Bruno Mealli (ITA)     |
| 9ª    | 23 de maig | Catanzaro - Reggio Calabria    | 161 | Adriano Durante (ITA)     | Bruno Mealli (ITA)     |
| 10ª   | 24 de maig | Messina - Palerm               | 260 | Domenico Meldolesi (ITA)  | Bruno Mealli (ITA)     |
| 11ª   | 25 de maig | Palerm - Agrigento             | 146 | Guido Carlesi (ITA)       | Bruno Mealli (ITA)     |
| 12ª   | 26 de maig | Agrigento - Siracusa           | 230 | Raffaele Marcoli (ITA)    | Bruno Mealli (ITA)     |
| 13ª   | 27 de maig | Catània - Taormina (CRI)       | 50  | Vittorio Adorni (ITA)     | Vittorio Adorni (ITA)  |
|       | 28 de maig | jornada de descans             |     |                           |                        |
| 14ª   | 29 de maig | Milà - Novi Ligure             | 100 | Danilo Grassi (ITA)       | Vittorio Adorni (ITA)  |
| 15ª   | 30 de maig | Novi Ligure - Diano Marina     | 223 | Bruno Mealli (ITA)        | Vittorio Adorni (ITA)  |
| 16ª   | 31 de maig | Diano Marina - Torí            | 205 | Aldo Pifferi (ITA)        | Vittorio Adorni (ITA)  |
| 17ª   | 1 de juny  | Torí - Biandronno              | 163 | Raffaele Marcoli (ITA)    | Vittorio Adorni (ITA)  |
| 18ª   | 2 de juny  | Biandronno - Saas-Fee (CH)     | 178 | Italo Zilioli (ITA)       | Vittorio Adorni (ITA)  |
| 19ª   | 3 de juny  | Saas-Fee (CH) - Madesimo       | 282 | Vittorio Adorni (ITA)     | Vittorio Adorni (ITA)  |
| 20ª   | 4 de juny  | Madesimo - Passo dello Stelvio | 160 | Graziano Battistini (ITA) | Vittorio Adorni (ITA)  |
| 21ª   | 5 de juny  | Bormio - Brèscia               | 179 | Franco Bitossi (ITA)      | Vittorio Adorni (ITA)  |
| 22ª   | 6 de juny  | Brèscia - Florència            | 295 | René Binggeli (SUI)       | Vittorio Adorni (ITA)  |

## Classificacions finals

### Classificació general
| Classificació General | Classificació General   | Classificació General | Classificació General |
| Pos.                  | Ciclista                | Equip                 | Temps                 |
| --------------------- | ----------------------- | --------------------- | --------------------- |
| 1                     | Vittorio Adorni (ITA)   | Salvarani             | 121h 08' 18"          |
| 2                     | Italo Zilioli (ITA)     | Sanson                | + 11' 26"             |
| 3                     | Felice Gimondi (ITA)    | Salvarani             | + 12' 57"             |
| 4                     | Marcello Mugnaini (ITA) | Maino                 | + 14' 30"             |
| 5                     | Franco Balmamion (ITA)  | Sanson                | + 15' 05"             |
| 6                     | Vito Taccone (ITA)      | Salvarani             | + 15' 33"             |
| 7                     | Franco Bitossi (ITA)    | Filotex               | + 15' 37"             |
| 8                     | Roberto Poggiali (ITA)  | Ignis                 | + 19' 22"             |
| 9                     | Imerio Massignan (ITA)  | Ignis                 | + 19' 30"             |
| 10                    | Guido de Rosso (ITA)    | Molteni               | + 21' 03"             |

### Classificació de la muntanya
|   | Ciclista                | Equip     | Punts |
| - | ----------------------- | --------- | ----- |
| 1 | Franco Bitossi (ITA)    | Filotex   | 250   |
| 2 | Vito Taccone (ITA)      | Salvarani | 160   |
| 3 | Vittorio Adorni (ITA)   | Salvarani | 140   |
| 4 | Italo Zilioli (ITA)     | Sanson    | 110   |
| 5 | Michele Dancelli (ITA)  | Molteni   | 90    |
| 5 | Marcello Mugnaini (ITA) | Maino     | 90    |